# Kotlina Dżungarska
Kotlina Dżungarska (chiń. upr. 准噶尔盆地; chiń. trad. 準噶爾盆地; pinyin Zhǔngá’ěr Péndì) – tektoniczna kotlina w północno-zachodnich Chinach, między Tienszan i Ałtajem, o powierzchni ok. 380 tys. km² i wysokości 500–1000 m. W centralnej części kotliny znajduje się piaszczysta pustynia Gurbantünggüt, natomiast na obrzeżach suche stepy. Na całym obszarze występuje duża liczba słonych jezior. W kotlinie eksploatowane są m.in.: ropa naftowa, węgiel kamienny oraz złoto.